# 2S7 Pion
2S7 Pion ("Hoa mẫu đơn") hay Malka là loại lựu pháo tự hành dùng đạn pháo cỡ lớn 203 mm do Liên Xô và Nga chế tạo. Mã định danh của GRAU là "2S7".
Do phương Tây lần đầu phát hiện nó trong Lục quân Liên Xô vào năm 1975 nên nó được gán tên định danh NATO là M-1975 (2S4 Tyulpan cũng có tên định danh M-1975), dù tên định danh chính thức của nó là SO-203(2S7). Nó được thiết kế dựa trên khung gầm của xe tăng T-80, trang bị một khẩu pháo 2A44 203 mm.
Khẩu đội pháo 2S7 gồm 7 người, thời gian chuyển sang trạng thái sẵn sàng chiến đấu là 5-6 phút, thời gian thu hồi là 3-5 phút. 2S7 có thể bắn cả đạn hạt nhân chiến thuật. Tầm bắn đạt 37.500 mét, có thể mở rộng lên tới 55.500 mét.

## Biến thể
- 2S7 Pion
  - 2S7M Malka – biến thể cải tiến đưa vào trang bị năm 1983, nâng cấp hệ thống điều khiển bắn, tăng tốc độ bắn lên 2,5 viên/phút.[1]
- BTM-4 Trench Digger[2]

## Quốc gia sử dụng
Ước tính có khoảng 1.000 đơn vị 2S7 được chế tạo.
- Nga
- Azerbaijan - 12; (3 chiếc mua năm 2008 và 9 mua năm 2009[4])
- Belarus - 36
- Gruzia[2][5]
- Nga - 37[6]
- Slovakia
- Ukraina
- Iran - 500
- Uzbekistan - 48

### Từng sử dụng

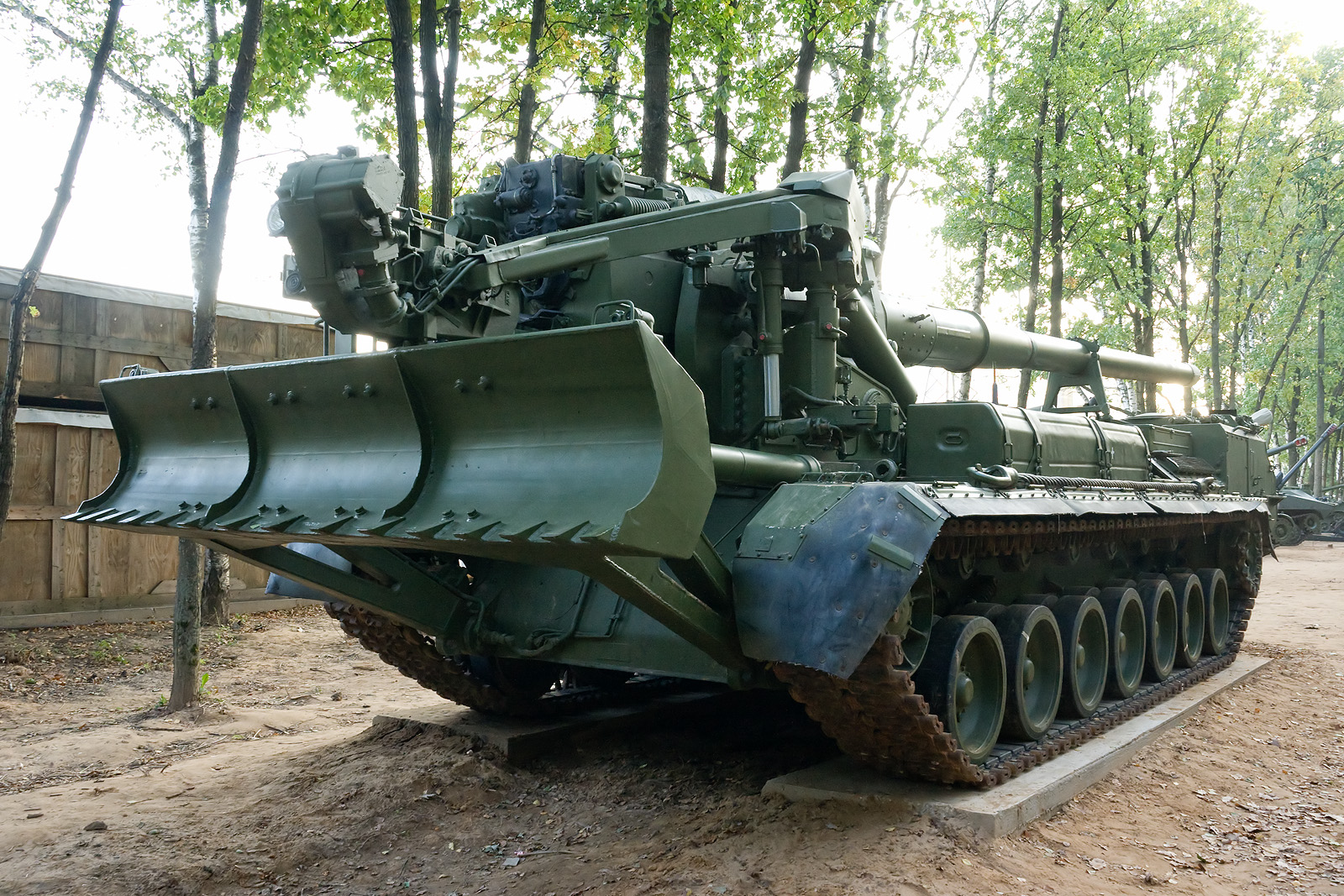
2S7 Pion

- Liên Xô
- Tiệp Khắc
- Ba Lan

## Lịch sử phục vụ
Loại pháo lựu tự hành cỡ lớn này được pháo binh Liên Xô và các nước vốn là thành viên của Liên Xô sử dụng trong các cuộc xung đột mà họ tham gia:
- Chiến tranh Liên Xô-Afghanistan
- Chiến tranh Nga-Ukraina (2014 – )
- Chiến tranh Nam Ossetia 2008
- Xung đột Nagorno-Karabakh